# Rožkovany
Rožkovany (bis 1948 slowakisch „Roškoviany“ – bis 1927 „Rožkoviany“; ungarisch Roskovány) ist eine Gemeinde im Osten der Slowakei mit 1322 Einwohnern (Stand 31. Dezember 2024). Sie gehört zum Okres Sabinov, einem Kreis des Prešovský kraj, sowie zur traditionellen Landschaft Šariš.

## Geographie

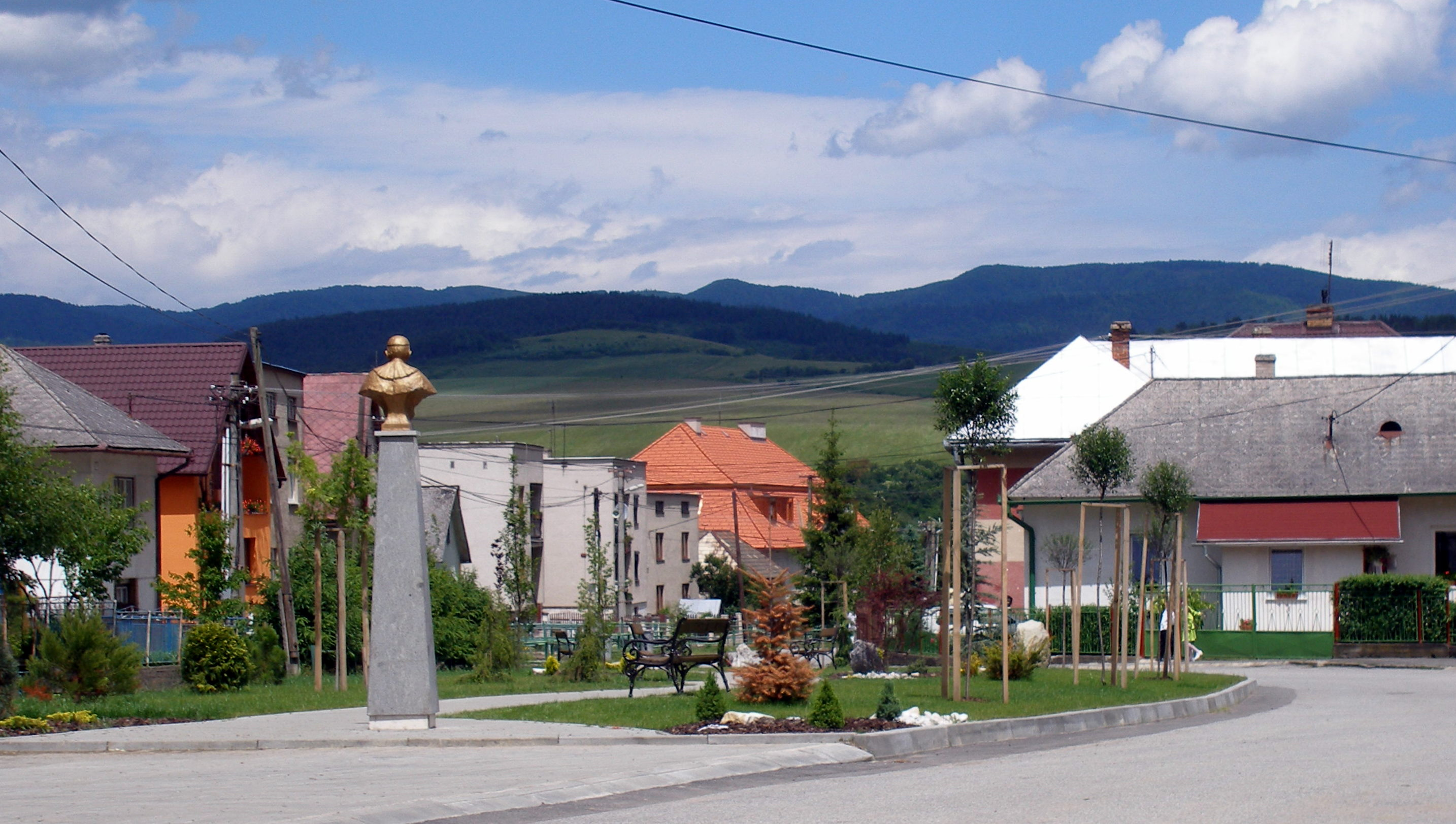
Blick am Dorfplatz

Die Gemeinde befindet sich im mittleren Torysatal am Nordhang des Gebirges Bachureň. Durch Rožkovany fließt der Bach Repisko. Das Gemeindegebiet ist hügelig bis bergig und weitgehend entwaldet, es gibt eine Schwefelquelle in der Umgebung. Das Ortszentrum liegt auf einer Höhe von 369 m n.m. und ist dreieinhalb Kilometer von Lipany sowie neuneinhalb Kilometer von Sabinov entfernt.
Nachbargemeinden sind Milpoš im Norden, Červenica pri Sabinove im Nordosten, Jakubova Voľa im Osten, Uzovské Pekľany und Renčišov im Süden, Dubovica im Westen und Lipany im Nordwesten.

## Geschichte

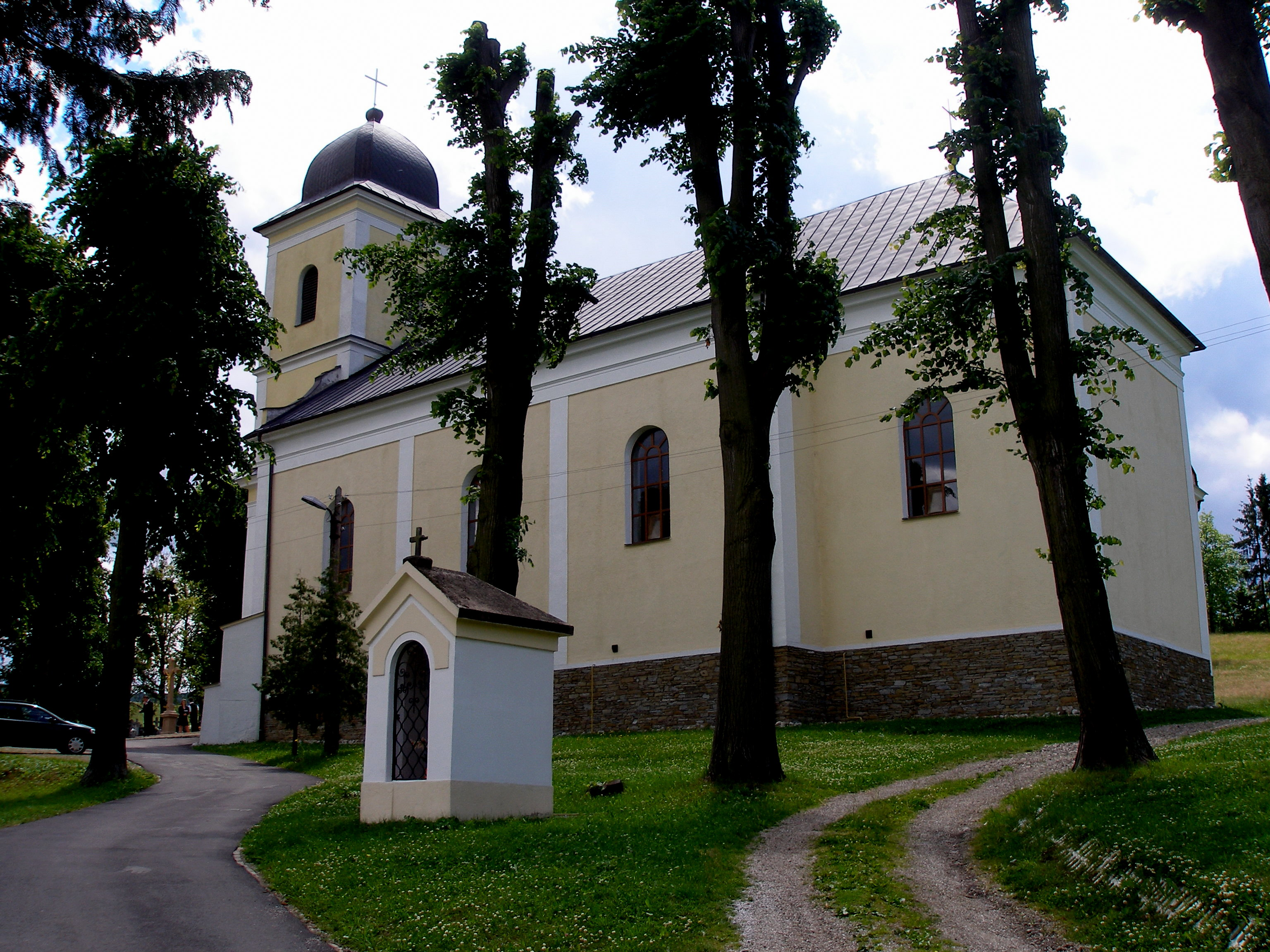
Kirche in Rožkovany

Ein Vorgängerort bestand schon im 13. Jahrhundert und wurde zum ersten Mal 1278 als Hozumezeu schriftlich erwähnt; zu dieser Zeit war das Dorf schon verwüstet. Der heutige Ort wurde zum ersten Mal in einer Urkunde des Bistums Eger als Roschowicz erwähnt. 1427 hatte das Dorf 41 Porta, was damals einem großen Dorf entsprach. Im Mittelalter war Rožkovany Besitz verschiedener Familien, ab dem 16. Jahrhundert besaß das Geschlecht Roskoványi die Mehrheit der Güter, im 19. Jahrhundert hatten auch Familien wie Bánó, Czabalay, Péchy und Szentiványi Anteile. 1828 zählte man 103 Häuser und 759 Einwohner, deren Haupteinnahmequellen Landwirtschaft, Leinenweberei und Obstbau waren. Nach der Abschaffung der Leibeigenschaft kam es zu mehreren Auswanderungswellen, sodass die Einwohnerzahl im Jahr 1910 591 betrug.
Bis 1918 gehörte der im Komitat Scharosch liegende Ort zum Königreich Ungarn und kam danach zur Tschechoslowakei beziehungsweise heute Slowakei.

## Bevölkerung
| Jahr                | 1994 | 2004     | 2014    | 2024    |
| ------------------- | ---- | -------- | ------- | ------- |
| Anzahl der Personen | 1150 | 1284     | 1331    | 1322    |
| Unterschied         |      | +11,65 % | +3,66 % | −0,67 % |

| Jahr                | 2023 | 2024    |
| ------------------- | ---- | ------- |
| Anzahl der Personen | 1323 | 1322    |
| Unterschied         |      | −0,07 % |

Nach der Volkszählung 2011 wohnten in Rožkovany 1311 Einwohner, davon 1243 Slowaken, fünf Roma, zwei Russen sowie jeweils ein Mährer, Pole und Tscheche. 58 Einwohner machten keine Angabe zur Ethnie.
1198 Einwohner bekannten sich zur römisch-katholischen Kirche, 21 Einwohner zur griechisch-katholischen Kirche, drei Einwohner zur orthodoxen Kirche und ein Einwohner zur Evangelischen Kirche A. B.; sechs Einwohner bekannten sich zu einer anderen Konfession. Drei Einwohner waren konfessionslos und bei 20 Einwohnern wurde die Konfession nicht ermittelt.

## Bauwerke und Denkmäler

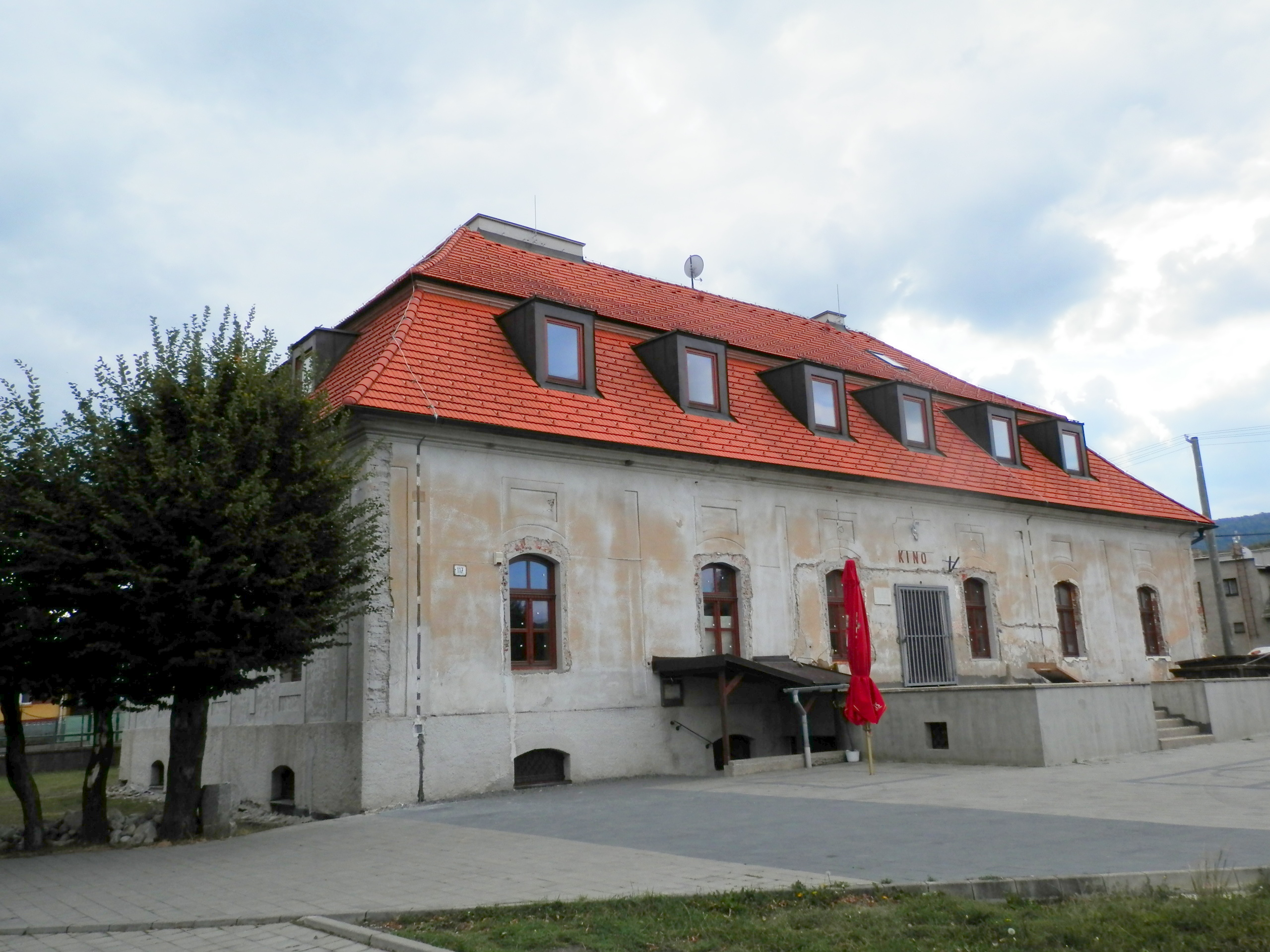
Landschloss

- römisch-katholische Kirche im klassizistischen Stil aus dem Jahr 1858
- Landschloss im gemischten barock-klassizistischen Stil aus dem Jahr 1770

## Verkehr
Rožkovany ist durch die kurze Straße 3. Ordnung 3188 erschlossen, die nördlich des bebauten Ortsgebiets an der Straße 1. Ordnung 68 (Ľubotín–Prešov) endet. Des Weiteren hat die Gemeinde einen Anschluss an die Bahnstrecke Kysak–Muszyna über die Haltestelle Rožkovany. Unweit davon befinden sich Bushaltestellen.